# Suse Wiegand
Suse Wiegand (* 12. September 1958 in Düsseldorf) ist eine deutsche Zeichnerin und Objektkünstlerin.

## Leben und Werk
Suse Wiegands Vater war der Zeichner Gottfried Wiegand, ihre Mutter die Künstlerin Martel Wiegand. 1983 nahm sie im Rahmen des Internationalen Musikfestival Musiikin aika in Viitasaari (Finnland) an der Sommerakademie für zeitgenössische Musik in der Klasse von John Cage teil. 1985 schloss sie als Meisterschülerin von Johannes Geccelli ihr Studium an der Hochschule der Künste Berlin ab. Anschließend führte ein DAAD-Stipendium sie an die Slade School of Fine Art in London. Weitere Auslandsstipendien brachten sie nach Glasgow, in die USA und nach Japan. Es folgten Ausstellungen in Deutschland, England, USA, Japan, in den Niederlanden sowie in der Schweiz. Von 2002 bis Anfang 2022 lehrte sie als Professorin für Raum, Plastik und Objekt im Fachbereich Gestaltung an der Fachhochschule Bielefeld.
Suse Wiegands zeichnerisches Werk umfasst groß- und kleinformatige Werkgruppen: Zeichnungen mit Grafit, Tusche sowie mit Pastellstiften auf Papier. Diese Papierarbeiten werden entweder farbig verdichtet oder durch mehrfaches Übertragen linear reduziert. Ein weiterer Fokus liegt auf Künstlerbüchern. Seit den 1990er-Jahren entstehen außerdem Objekte, die aus alltäglichen Fundstücken entwickelt werden und häufig einen Platz in raumbezogenen Installationen finden. Hinzu kommen kleinformatige Fotos von Dingen und Zeichen für Wort-Bild-Gefüge, die sie als Hefte oder digitale „lose Sendungen“ herausgibt.
Suse Wiegand ist Mitglied im Deutschen Künstlerbund. Sie lebt in Düsseldorf.

## Auszeichnungen und Stipendien (Auswahl)
- 1985/86: DAAD-Stipendium (London)
- 1988: Arbeitsstipendium der Stiftung Kunstfonds, Bonn
- 1990/91: Pépinière Européennes, Glasgow, England
- 1996: Preis des Deutschen Künstlerbundes, Nürnberg

Arbeitsstipendium der Stiftung Künstlerdorf Schöppingen, NRW
- 2000: Arbeitsstipendium des Landes NRW, Schloss Ringenberg, Hamminkeln
- 2013: Projektförderung der Stiftung Kunstfonds, Bonn

## Ausstellungen (Auswahl)
Einzelausstellungen sind mit „(E)“ gekennzeichnet, Installationen mit „(I)“
- 2016: bilder mit dabei, PSD-Medienfassade, Münster (E)
- 2015: bislang – gut ding will bild sein, Marstall Ahrensburg (E)

Spiel mit Teilchen Galerie Marlene Frei, Zürich CH (E)
- 2014: Mit dabei, 3 × Wiegand und Spoerri[1], Ausstellungshaus Hadersdorf, A (I)
- 2013: Aufbruch der Linien, Galerie Marlene Frei, Zürich CH (E)
- 2010: ping-pong, Projektraum des Deutschen Künstlerbunds Berlin
- 2009: sieht mir ähnlich Galerie Marlene Frei, Zürich CH (E)

Darüber hinaus, 5 Zeichner, Kunstverein Marburg
- 2007: Eigenhändig, Kunstmuseum Bochum
- 2002: Kunstverein Münsterland (I)
- 2001: Zeichnung heute, Kunstmuseum Bonn[2]
- 1998: Galerie Marlene Frei, Zürich CH (E)

5 Orte, Ludwig Forum, Aachen
Wegen, Rheinisches Landesmuseum Bonn, Ausstellungshalle Alte Rotation (I)
Wiens Laden & Verlag, Berlin (I)
- 1996: Städt. Galerie Peschkenhaus, Moers (I)

Bücher verwenden, Literatur von Rudolf Müller, Düsseldorf (I)
1995: Gaswork Gallery London, GB
Hütte, KÖ106, Deutsche Grundbesitz Investmentgesellschaft mbH, Kulturamt der Stadt Düsseldorf
Augenzeugen, Sammlung Hanck, Kunstmuseum Düsseldorf
- 1994: Garden of Zodiac, Omaha Nebraska, USA (E)
- 1993: Kulturforum Alte Post, Neuss (I)
- 1991: Galerie von der Milwe, Aachen (E)
- 1989: Brühler Kunstverein (I)

Wiens Laden & Verlag, Berlin (E)
- 1987: Galerie Ute Parduhn, Düsseldorf (E)
- 1985: Galerie Petersen Berlin (E)